# U.S. Men's Clay Court Championships 1985
L'U.S. Men's Clay Court Championships 1985 è stato un torneo di tennis giocato sulla terra. È stata la 75ª edizione del U.S. Men's Clay Court Championships, che fa parte del Nabisco Grand Prix 1985. Si è giocato a Indianapolis negli Stati Uniti dal 22 al 28 luglio 1985.

## Campioni

### Singolare
Ivan Lendl ha battuto in finale  Andrés Gómez con il punteggio di 6–1, 6–3.

### Doppio
Ken Flach /  Robert Seguso hanno battuto in finale  Pavel Složil /  Kim Warwick con il punteggio di 6–4, 6–4.